# Deborah Kahn-Harris
Deborah Kahn-Harris (* 1968) ist eine amerikanisch-britische Rabbinerin und Direktorin (Principal) des Leo Baeck College, eines der weltweit führenden Rabbinerseminare des liberalen Judentums und Zentrums für die Ausbildung von jüdischen Religionslehrern im Sternberg Centre in Finchley im London Borough of Barnet. Sie wurde im September 2011 auf die Stelle berufen. Kahn-Harris, eine Absolventin des College, ist eine der ersten Rabbinerinnen, die ein Rabbinerseminar leitet.

## Herkunft und Ausbildung
Kahn-Harris wuchs in Houston, Texas, auf. Sie hat einen Bachelor of Arts in Kunstgeschichte vom Mount Holyoke College, Massachusetts und promovierte  in Bibelwissenschaft an der Universität Sheffield.

## Privates
Sie hat sowohl die US-amerikanische wie auch die britische Staatsangehörigkeit und ist mit dem Autor, Dozenten und Musikkritiker Keith Kahn-Harris, mit dem sie zwei gemeinsame Kinder hat, verheiratet.

## Veröffentlichungen
- "Midrash for the Masses: The Uses (and Abuses) of the Term ‘Midrash’ in Contemporary Feminist Discourse" in Feminist Theology, May 2013, vol. 21 no. 3, pp. 295-308
- "Weaning: Personal and Biblical Reflections" in Grushcow, Lisa J (ed): The Sacred Encounter: Jewish Perspectives on Sexuality, Central Conference of American Rabbis, 2014